# Turcinoemacheilus kosswigi
Turcinoemacheilus kosswigi es una especie de peces de la familia Balitoridae en el orden de los Cypriniformes.

## Morfología
• Los machos pueden llegar alcanzar los 5,2 cm de longitud total.

## Distribución geográfica
Se encuentran en Asia: es una especie  endémica de las  cuencas de los ríos Tigris y Éufrates.

## Hábitat
Es un pez de agua dulce y de clima subtropical.